# 沖村孝祐
沖村 考祐（おきむら こうすけ、1998年6月4日 - ）は、日本のアナウンサー。熊本放送社員で同局アナウンサーである。広島市出身。

## 略歴
崇徳高等学校、法政大学法学部政治学科卒業。
大学卒業後の2021年4月、熊本放送に入社。同期の米満薫と共にアナウンサーとして報道製作局アナウンス部に配属される。

## 人物・エピソード
身長180cm。
学生時代は書道や弓道に取り組んでおり、高校では弓道部に所属していた。
プロ野球では地元球団・広島東洋カープのファンだという。

## 現在の出演番組
2025年4月現在

### ラジオ・テレビ
- 熊日ニュース（随時）
- スポーツ実況（野球、サッカー、バスケットボール、ラグビー、駅伝、マラソン、ハンドボール等）

### テレビ
- からふる
  - 見習い店員（2022 - 2023年度）→副マスター（2024年度）→2代目マスター（2025年4月 - ）。
- NEWSゲツキン!
  - スポーツ担当（月）およびニュース担当サブアンカー（火・金）。

## 過去の出演番組

### ラジオ
- 沖村・米満のアナドキ!（2021年 - 2022年、隔週出演）
- 糸永 沖村ラジオやってます（2024年6月29日）
  - 2024年6月のマンスリー代打。
- ゴリけんの九州・沖縄ぐるぐるマップ（RKBラジオ製作のブロックネット番組） - 熊本放送担当リポーター（不定期）
- アナぐらむ（2023年度、不定期出演）

### テレビ
- 夕方LIVE ゲツキン!（2021年 - 放送終了）
  - ニュース担当（月・火）及び特集リポーター。過去には月曜のスポーツコーナーや影ナレ（ナレーション）、生中継のリポーターを担当したこともある。

等